# Назаров, Владислав Иванович
Владисла́в Ива́нович Наза́ров (род. 23 июня 1963, Свердловск, РСФСР, СССР) — советский и российский юрист, основатель и ректор Уральского Финансово-Юридического института с 1992 года по 2015 год, кандидат юридических наук.

## Биография
Родился 23 июня 1963 года в Свердловске.

### Образование
- 1980 — поступил на Судебно-прокурорский факультет Свердловского юридического института.

### Карьера
- 1983 — совмещая учёбу, работал помощником прокурора, следователем районной прокуратуры Байкаловского района Свердловской области.
- 1985 — переведен в Свердловскую областную прокуратуру, где работал прокурором Следственного управления, старшим следователем следственной части прокуратуры.
- 1991 — преподаватель в Уральской государственной юридической академии (кафедра следственной деятельности).
- 1992 — продолжая преподавательскую деятельность, создал и возглавил Уральский Финансово-Юридический институт.

## Научная деятельность
В 2002 году получил степень кандидата юридических наук, защитив диссертацию на тему «Расследование уголовных дел, связанных с захватом заложников». Согласно данным сетевого сообщества «Диссернет», его диссертация содержит масштабные заимствования, не оформленные должным образом как цитаты

## Личная жизнь
Разведён. Был женат на проректоре по учебной работе УрФЮИ Назаровой Алёне Викторовне.